# مركبات الأكسجين التفاعلية
تعتبر مركبات الأكسجين التفاعلية (بالإنجليزية: Reactive oxygen species or ROS)‏ منتجات ثانوية لعملية الاستقلاب الغذائي الطبيعي للأكسجين، وتلعب أدوارًا مهمة في إرسال الإشارات الخلوية وتوازن الخلايا. تعتبر مركبات الأكسجين التفاعلية عنصرًا أساسيًا في الأداء الخلوي، وهي موجودة بمستويات منخفضة وثابتة في الخلايا الطبيعية الحية. تشارك مركبات الأكسجين التفاعلية في عمليات الاستقلاب الغذائي عند النباتات، لكنها يمكن أن تسبب ضررًا غير عكوس في الحمض النووي للنباتات، لأنه يؤكسد بعض المكونات الخلوية ويمنعها من أداء وظائفها الطبيعية، وهذا ما يشير إلى أن مركبات الأكسجين التفاعلية قد يكون لها دور مزدوج في الكائنات الحية (عوامل ضارة أو عوامل وقائية) أو إشارات على التوازن بين إنتاج مركبات الأكسجين التفاعلية والتخلص منها في الوقت والمكان المناسبين، إذ يمكن أن تنشأ سمية مركبات الأكسجين عن الإنتاج غير المنضبط أو من الإزالة غير الفعالة لها بواسطة نظام مضادات الأكسدة. يمكن أن تزيد مستويات مركبات الأكسجين التفاعلية بشكل كبير خلال أوقات الإجهاد التي تتعرض لها الخلية مثل: التعرض للأشعة فوق البنفسجية أو التعرض للحرارة، ما يؤدي إلى تلف كبير في الهياكل الخلوية. يُعرف هذا الضرر عند تراكمه باسم الإجهاد التأكسدي. يتأثر إنتاج مركبات الأكسجين التفاعلية بشدة بالاستجابة لعوامل الإجهاد في النباتات، وتشمل العوامل التي تزيد من إنتاج مركبات الأكسجين التفاعلية: الجفاف، ارتفاع تركيز الشوارد، نقص حرارة الخلايا، انخفاض قدرة الخلايا على الدفاع عن مسببات الأمراض، نقص المغذيات، التسمم بالمعادن والأشعة فوق البنفسجية. تتولد مركبات الأكسجين التفاعلية أيضًا من مصادر خارجية مثل الإشعاعات المؤينة، ما ينتج عنه تأثيرات غير عكوسة في نمو الأنسجة عند كل من الحيوانات والنباتات.